# Hanthana Linux
Hanthana Linux è un sistema Linux basato sulla distribuzione Fedora, distribuito come software libero e open source.
È principalmente progettato per soddisfare le esigenze degli utenti dei computer che stanno in Sri Lanka che non sono in grado di accedere frequentemente a Internet, con parecchie applicazioni che sono più richieste.
Hanthana è sviluppato dalla comunità Hanthana di Sri Lanka.

## Storia e processo di sviluppo
Hanthana è un remix del sistema operativo Fedora. Lo scopo originale del team Hanthana era quello di creare un desktop Linux facile da usare e con tutte le applicazioni utili precaricate, come il download di applicazioni tramite Internet, che non è possibile effettuare in molte aree rurali dello Sri Lanka.
La prima release di Hanthana è stata rilasciata il 19 settembre 2009. Da allora, la comunità di Hanthana ha rilasciato nuove versioni di Hanthana ogni sei mesi con l'impegno a supportare ogni release per diciotto mesi, fornendo correzioni di sicurezza, patch per bug critici e aggiornamenti minori ai programmi. Una volta pubblicata una nuova versione di Fedora, dopo qualche tempo viene pubblicata la corrispondente versione di Hanthana che contiene tutti gli aggiornamenti software fino alla data di rilascio.
I pacchetti di Hanthana sono basati sui pacchetti di Fedora: entrambe le distribuzioni utilizzano il formato del pacchetto rpm di RedHat e gli strumenti di gestione dei pacchetti Yum (PackageKit).
A febbraio 2024 la distribuzione risulta non più attiva.

## Caratteristiche
Hanthana è composta da molti pacchetti software, di cui la maggioranza viene distribuita sotto licenza software, facendo un'eccezione solo per alcuni driver hardware proprietari. La licenza principale utilizzata è la GNU General Public License (GNU GPL) che, insieme alla GNU Lesser General Public License (GNU LGPL), dichiara espressamente che gli utenti sono liberi di eseguire, copiare, distribuire, studiare, modificare, sviluppare e migliorare Software. D'altra parte, è disponibile anche un software proprietario che può essere eseguito su Hanthana. Hanthana si concentra sull'usabilità, la sicurezza e la stabilità. Hanthana sottolinea inoltre l'accessibilità e l'internazionalizzazione per raggiungere il maggior numero possibile di persone. Dall'inizio del progetto Hantahana UTF-8 è la codifica dei caratteri predefiniti, che consente il supporto di una varietà di script non-romani.
Hanthana viene installato con una vasta gamma di software che include LibreOffice, Firefox, Pidgin, Transmission, GIMP e diversi giochi leggeri (come Sudoku e scacchi).

## Installazione
L'installazione di Hanthana viene generalmente eseguita con il Live DVD. Hanthana può essere eseguita direttamente dal DVD (anche se con una notevole perdita di prestazioni), consentendo all'utente di testare il sistema operativo per la compatibilità hardware e il supporto del driver.
Gli utenti possono scaricare l'immagine del disco (.iso) del DVD, che può essere scritta su un supporto fisico (DVD) o facoltativamente essere eseguita direttamente da un disco rigido (tramite UNetbootin o GRUB).

## Requisiti minimi
Seguendo le specifiche hardware minime garantirà più velocità al lavoro su Hanthana:
- Processore consigliato per la modalità di testo: 200 MHz Pentium Pro o superiore
- memoria RAM minima: 256 MB
- processore consigliato: 400 MHz Pentium Pro o superiore
- memoria RAM minima: 640 MB
- RAM consigliata: 1152 MB
- Hard disk minimo: 5 GB
- Un lettore DVD ROM

## Ultima versione
Hanthana Linux 21, è l'ultima versione di Hanthana del progetto Hanthana Linux, una distribuzione basata su Fedora su un DVD da 3,6 GB con un gran numero di applicazioni, codec multimediali e personalizzazioni. Oltre all'ampia gamma di applicazioni, la nuova versione presenta la guida ufficiale LibreOffice fornita dalla Fondazione Document Foundation.
Si prega di notare che ci sono diverse edizioni desktop tra cui Gnome 3, Gnome Sugar, KDE, LXDE, XFCE.